# McLaren M6A
McLaren M6A — прототип гоночного автомобіля Групи 7, розроблений та створений пілотом Брюсом Маклареном, а також побудований його командою Bruce McLaren Motor Racing для участі в сезоні Can-Am 1967 року. Як заміна M1B 1966 року, покращена конструкція M6A з двигуном Chevrolet принесла Брюсу Макларену та його команді їхній перший з кількох чемпіонатів Can-Am. Після того, як M6A були замінені на M8A в рамках підготовки до 1968 року, McLaren та технічний партнер Trojan–Tauranac Racing розробили M6B, який продавався клієнтам для використання в Can-Am, а також в інших гоночних серіях.
Назва M6 пізніше була використана при розробці спортивного автомобіля із закритою кабіною для 24 годин Ле-Мана, відомого як M6GT. Однак план компанії щодо його омологації для правил Групи 4 FIA так і не був завершений, і лише кілька прототипів M6GT були завершені McLaren та Trojan. Два M6GT пізніше були переобладнані в дорожні автомобілі, один з яких став особистим транспортом Брюса Макларена.

## Розробка

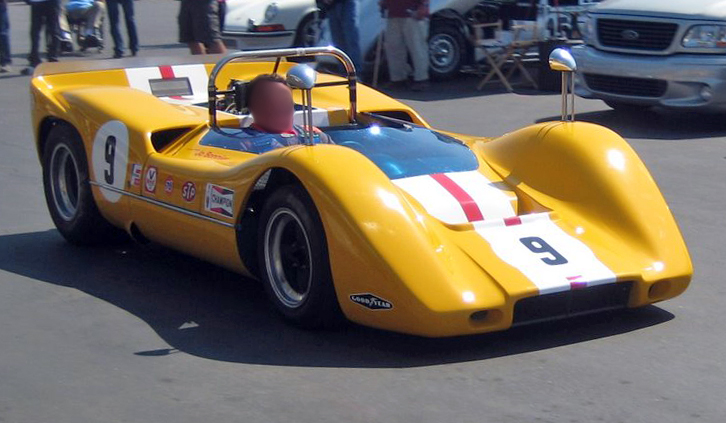
1968 McLaren M6B

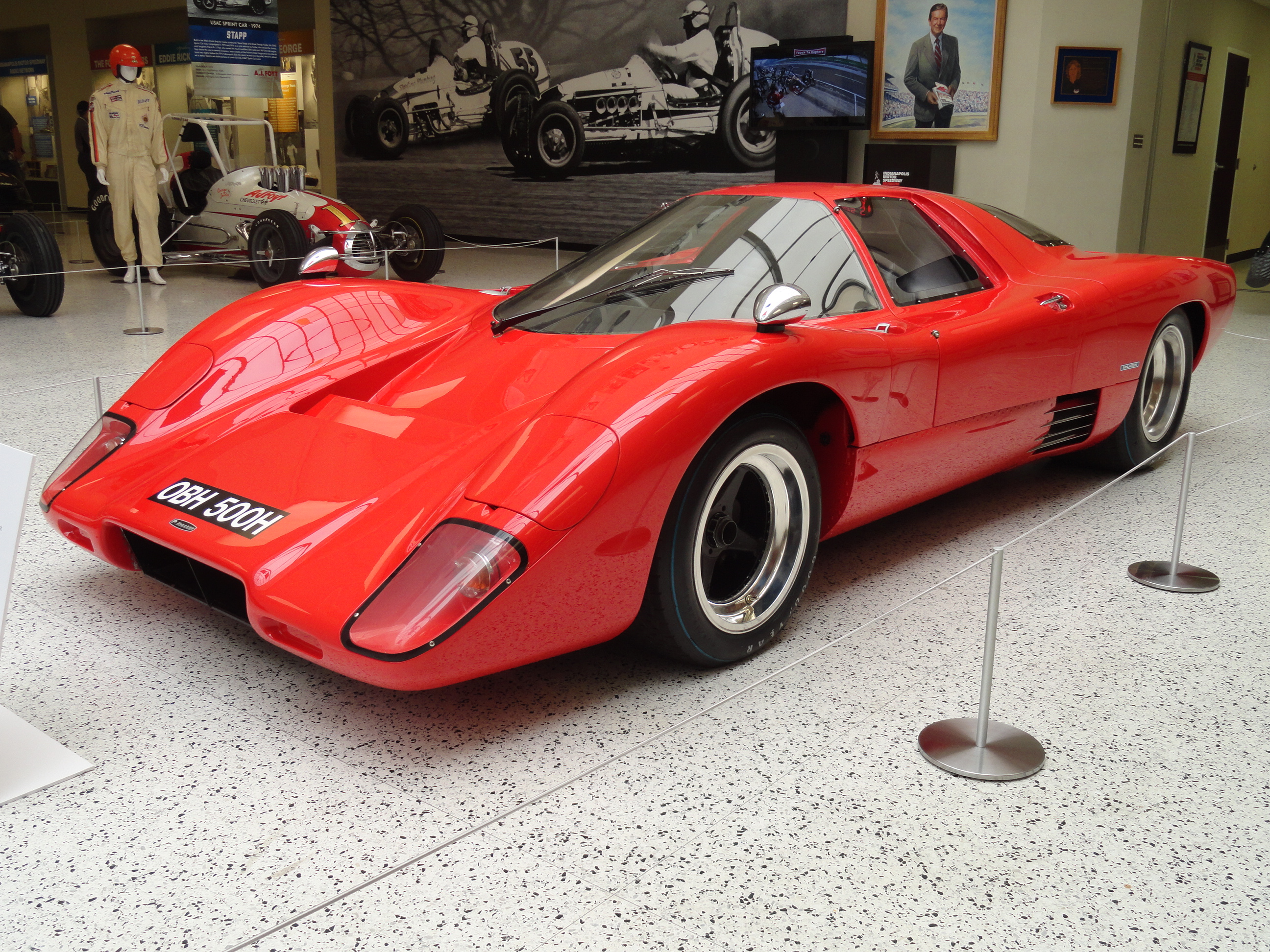
McLaren M6GT

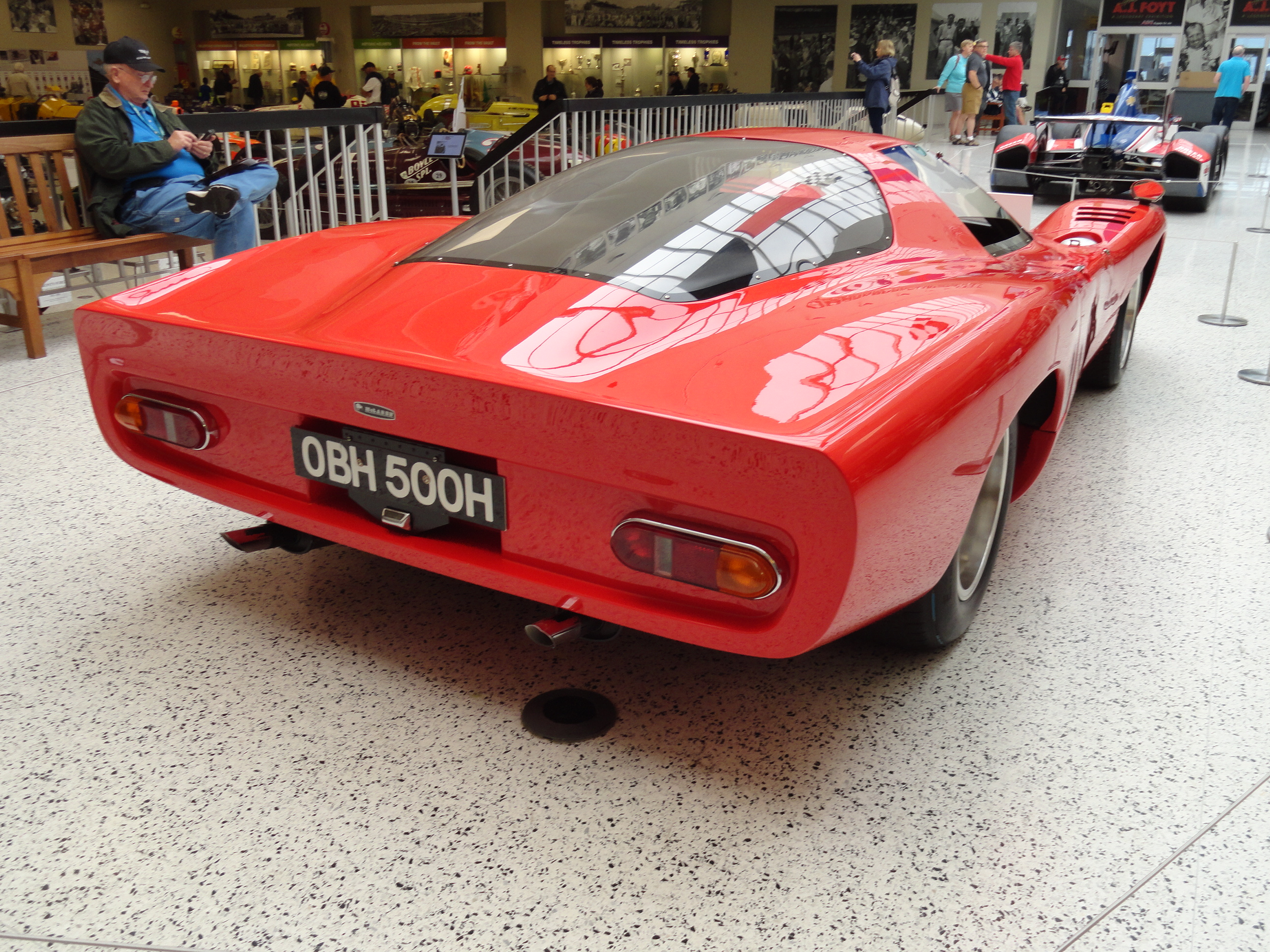
McLaren M6GT

Брюс Макларен зібрав кількох дизайнерів для розробки M6A протягом міжсезоння на початку 1967 року. Разом із самим Маклареном, Робін Герд, Гордон Коппак, Тайлер Александер та Дон Бересфорд працювали над компонуванням шасі та кузова M6A. Автомобіль мав перше монококове шасі, побудоване McLaren, а кузов був спеціально сформований для збільшення притискної сили, що підходить для трас Can-Am. Команда McLaren також розширила свою діяльність у розробці двигунів, створивши систему впорскування палива для своїх Chevrolet V8. Ще одним доповненням до команди став новий постачальник шин: Goodyear замінив Firestone в обмін на програму тестування та розробки.
Перший M6A був завершений навесні 1967 року та доставлений на сусідній трас Гудвуд для випробувань. Команда Bruce McLaren Motor Racing провела понад 2000 миль випробувань на трасі, готуючись до майбутнього сезону Can-Am, налаштовуючи автомобіль, а також збираючи дані для використання Goodyear. Коли було завершено ще два M6A, команда відправила їх до Північної Америки для підготовки до першої гонки сезону. Останнім доповненням до автомобілів стало покриття помаранчевою фарбою. Ця нова кольорова схема McLaren Orange зрештою стала синонімом Брюса Макларена та команди.
Після зняття з виробництва M6A, McLaren довірив Trojan створення дублікатів, які можна було б продавати клієнтам. Ці M6B були майже ідентичними M6A, але продавалися без двигуна. Кілька інших M6B також були модифіковані для встановлення на кузов із закритою кабіною.

### Двигуни
- 5.9L Chevrolet V8 (McLaren M6A)
- 6.0L Chevrolet V8 (McLaren M6B)
- 7.0L Chevrolet V8 (McLaren M6B)
- 5.0L Repco V8 (McLaren M6B)
- 5.7L Chevrolet LT1 (McLaren M6GT)

## Історія гонок
Сезон Can-Am 1967 року розпочався у вересні на Road America. M6A Брюса Макларена кваліфікувався на поул-позицію з новим рекордом траси, тоді як автомобіль його товариша по команді Денні Халма лідирував після початку гонки. Хоча в машині Макларена стався витік оливи, і вона не змогла фінішувати, Халм зміг здобути першу перемогу для своєї машини. У наступних двох гонках команда вирвалася вперед, і Халм та Макларен фінішували першим та другим поспіль. Однак у наступних двох гонках ролі помінялися місцями, оскільки обидва рази перемагав Макларен, але проблеми з машиною Халма дозволили Макларену вийти в лідери в заліку перед фінальною гонкою. У фіналі Гран-прі Стардаст проблеми з двигунами Chevrolet призвели до перегорання двигунів, і жоден з автомобілів не дістався фінішу. Однак, завдяки своїм результатам протягом сезону, Брюс Макларен забезпечив собі Кубок Can-Am 1967 року, тоді як Халм посів друге місце, відстаючи лише на три очки.
Коли Bruce McLaren Motor Racing перейшла до розробки M8A, M6B почали постачатися клієнтам у сезоні 1968 року. Кілька автомобілів M6A також були продані, а Роджер Пенске придбав один автомобіль для чинного чемпіона Чемпіонату США з шосейних перегонів (USRRC) Марка Донох'ю. Донох'ю виграв кілька змагань USRRC того сезону та здобув свій другий чемпіонський титул. Пізніше Донох'ю також виграв гонку в Can-Am, перемігши новіші McLaren M8A. Після скасування USRRC після 1968 року, M6A та M6B продовжували використовуватися до початку 1970-х років, але жоден з них не зміг здобути перемогу над своїми новішими конкурентами.
M6A та M6B також відіграли важливу роль у перші роки Чемпіонату Австралії зі спортивних автомобілів (ASCC). Керуючи McLaren M6B з 5,0-літровим двигуном Repco V8, Джон Харві виграв чемпіонати 1971 та 1972 років.